# Fannia nidicola
Fannia nidicola is een vliegensoort uit de familie van de Fanniidae. De wetenschappelijke naam van de soort is voor het eerst geldig gepubliceerd in 1927 door Malloch.